# Denis de Lachèse
Denis de Lachèse (ou de La Chèse ou de Chaise ou de Cheze ou de la Chèze), né à Angers le 12 novembre 1709 et mort à Morlaix en juillet 1752, est un orfèvre rattaché à la jurande de Morlaix. 
Il se marie en 1741 avec Claude Barbe Guillou, qui reprendra son activité en 1753 sous le statut de veuve d'orfèvre.

## Poinçon
Les lettres « D L »  déparées par une moucheture d'hermine héraldique, un C au-dessous, fleur de lys couronnée encadrée de deux points au-dessus. 

## Biographie
Il naît le 12 novembre 1709 à Angers, dans la paroisse Saint-Maurice. Son père Ferdinand est orfèvre ; Denis fera son apprentissage chez ce dernier ainsi que chez son oncle.
Le 28 novembre 1740, il insculpe son poinçon de maître et s'installe à Morlaix, rue Notre-Dame. Il épouse le 7 janvier 1741 Claude Barbe Guillou, devient père en octobre et déménage avec sa famille rue du Pavé.
Il prend en apprentissage Jean-Baptiste Duguay en 1743. Cette même année, il répare l'orfèvrerie de l'église Saint-Melaine de Morlaix avec son beau-frère Jean-Pierre Bouessée. Toujours pour cette même église, il exécute en 1749 six grands chandeliers d'argent et deux plus petits. En compensation, il reçoit sept des onze calices possédés par la paroisse. Il répare également la croix de l'église, ainsi qu'un encensoir, en 1750.
Il est enterré le 12 juillet 1752 en l'église Saint Mathieu de Morlaix. Sa femme Claude Barbe poursuivra l'activité de l'atelier avec son propre poinçon de veuve d'orfèvre, celui de Denis étant biffé en 1753.